# Diplazium pullingeri
Diplazium pullingeri är en majbräkenväxtart som först beskrevs av  John Gilbert Baker och fick sitt nu gällande namn av John Smith.
Diplazium pullingeri ingår i släktet Diplazium och familjen Athyriaceae. Inga underarter finns listade i Catalogue of Life.